# 白セルビア

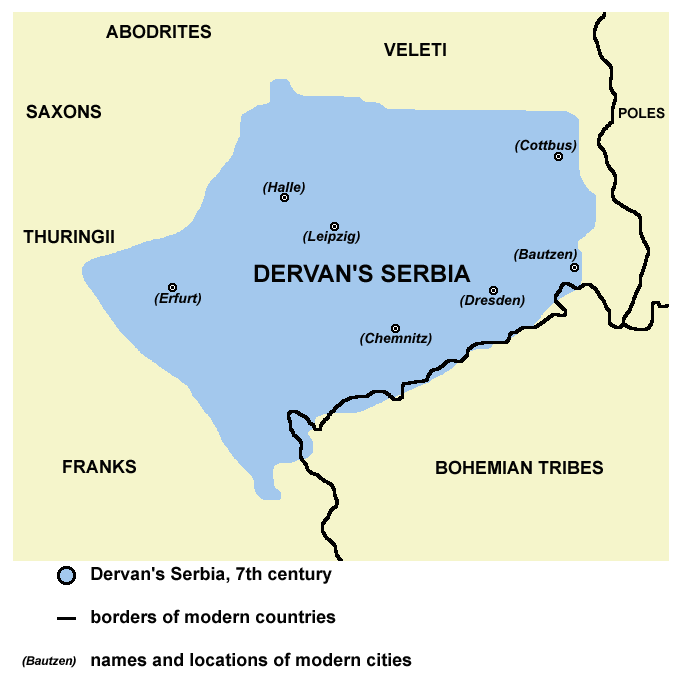
セルビア公爵デルヴァンが支配していた地域

白セルビア（しろセルビア、セルビア語: Бела Србија）は、ソルブ人の一部族である白セルビア人が居住していたとされる地域である。この地域はボイキ（セルビア語: Βοΐκι）とも呼ばれる。
初期のスラヴ人のうち、最も西方にいたヴェンド人は、現代のセルビアに居住するセルビア人たちの祖先とされる。

## 白セルビアの場所
東ローマ帝国皇帝コンスタンティノス7世（在位：913-959年）は、自著『帝国統治論』で「クロアチア人は皇帝ヘラクレイオスのもとに難民として逃れ、その後、セルビア人も同じ皇帝のもとに難民として逃れていった」と述べている。
さらに、「セルビア人は、洗礼を受けていない『白い』人々の子孫であることを我々は知っておくべきである。彼らはハンガリーの向こう側、いわば彼らが『ボイキ』と呼ぶ地域に住んでいる。その隣にはフランシアがあり、この地に住むクロアチア人たちもまた洗礼を受けていない『白い』人々だ。この場所にもかつてセルビア人が住んでいたのである」、「二人の兄弟が彼らの父のあとを継いでセルビアを統治するようになった後、一方が住民の半分を連れて、皇帝ヘラクレイオスのもとに亡命した。皇帝ヘラクレイオスは彼らにギリシアの土地の一部を与え、この地は彼らにちなんで『セルブリア』の名で呼ばれるようになった」、「しばらくして、セルビア人たちは故郷を旅立ち、行く先々で占領を繰り返しながらドナウ川を渡った。このとき、彼らは皇帝ヘラクレイオスに要請し、皇帝は自分の領地にセルビア人たちを定住させた」と述べている。
10世紀初頭に書かれたラテン語の文献には「ハンガリー人たちはセルビアからパンノニアに移住した」と記されており、ティボル・ジヴコヴィッチは「この地こそがボイキ（ボヘミア）を指しているのではないか」と示唆している。

## 白セルビアに対する見解

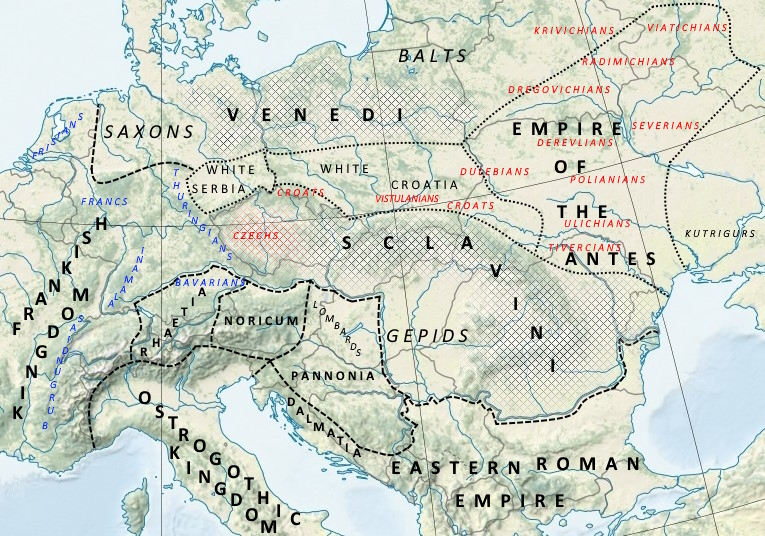
フランシス・ドヴォルニクの研究をもとにして作成された560年ごろの白セルビアの位置。

白セルビアの場所については見解が分かれているが、一般的にはボヘミアとザクセン地方付近であったとされている。19世紀以降、最も有力なのはボヘミアという説と、カルパティア山脈の東ガリツィアにあるボイコス人の土地という説であった。後者を支持する学者たちは、ボイキとボヘミアを関連づけずに、ルーシ系の民族集団であるボイコス人の民族名に関連づけたのである。
考古学者V・V・セドフによると、『帝国統治論』ではソルブ人の居住地は下ラウジッツ地方に位置していたとされている一方で、その後に続くザクルミアに関する記述が混乱を招き、複数の仮説を生むこととなった。エルベ川とザーレ川の間とする説、ヴィスワ川とオーデル川の上流とする説、エルベ川およびザーレ川からヴィスワ川の上流にかけて存在していたとする説がある。しかし、セドフによれば、考古学的な調査からはどの仮説も裏づけられないとし、ルボル・ニーデルレが主張した「白セルビアが存在した証拠はなく、コンスタンティノス7世は大クロアチアとの類似性に基づいて構成した可能性が高い」とする見解を支持したが、その一方で大クロアチアさえ存在しなかったとする学者も多い。

### 地名と民族名
タデウシュ・レヴィツキは、ポーランドの地名学研究において、12世紀から14世紀にかけて記録された「Serb-」および「Sarb-」という語源を持つ地名を複数発見し、それらを白セルビア人の痕跡および残存集団と定義した。13世紀と15世紀以降には、この民族名に由来する可能性のある人名や姓も記録されている。しかし、ハンナ・ポポフスカ＝タボルスカによれば、この調査方法ではセルビア民族名の語源解釈が考慮されておらず、地名の大部分は民族名自体に由来していない可能性が高いとしている。
また、ウォフミャンスキとポポフスカ＝タボルスカは、「Serb-」および「Sarb-」を語根に持つ地名の数が異様に多いと考えたが、これは中世初期のスラヴ人の大移動を反映したものではなく、むしろピャスト朝によって捕虜としてエルベ川から連れられてポーランド領土に住みついたソルブ人の人口を反映したものであるとしている。